# Polycyathus isabela
Espèce
Polycyathus isabela est une espèce de coraux appartenant à la famille des Caryophylliidae.